# Gaunilo van Marmoutiers
Gaunilo van Marmoutiers was een 11e-eeuwse benedictijner monnik.
Gaunilo is het best bekend vanwege zijn kritiek op het ontologisch godsbewijs van Anselmus van Canterbury. Daarin probeert Sint Anselmus op logische gronden te bewijzen dat God bestaat. Gaunilo's these Namens de dwaas ontleent zijn naam aan de dwazen die worden genoemd in Psalmen 14:1 en Psalmen 53:1; deze dwazen zeggen dat God niet in hun hart is. Anselmus verwees naar hen in de ontwikkeling van zijn ontologische argument in de Proslogion.
- Bibsys: 90572328
- Biblioteca Nacional de Chile: 000182020
- Biblioteca Nacional de España: XX945051
- Bibliothèque nationale de France: cb11904363j (data)
- Catàleg d'autoritats de noms i títols de Catalunya: 981058523391506706
- Gemeinsame Normdatei: 118894447
- Library of Congress Control Number: nr92029400
- Nationale Bibliotheek van Tsjechië: skuk0002604
- Nationale Bibliotheek van Israël: 987011245383605171
- Nationale Bibliotheek van Polen: a0000003249582
- Nederlandse Thesaurus van Auteursnamen: 07052579X
- Réseau des bibliothèques de Suisse occidentale: 02-A000070001
- Istituto Centrale per il Catalogo Unico: LO1V131338
- LIBRIS: 55390
- Système universitaire de documentation: 026884631
- Virtual International Authority File: 305863197